# The Trysting Tree
The Trysting Tree è un cortometraggio muto del 1912. Il nome del regista non viene riportato nei credit del film prodotto dalla Champion Film Company di Mark M. Dintenfass.

## Produzione
Il film fu prodotto dalla Champion Film Company, una compagnia indipendente che Dintenfass aveva fondato nel 1909, stabilendone gli studi a Fort Lee, nel New Jersey.

### Cast
- Glen White: Il film fu il debutto sullo schermo per White, un attore che avrebbe lavorato nel cinema fino al 1921, girando nella sua carriera una settantina di pellicole.
- Jeanie Macpherson (1887-1946): L'attrice aveva cominciato la sua carriera nel 1908 diretta da D.W. Griffith. A metà degli anni dieci, avrebbe diradato le sue apparizioni sullo schermo, preferendo dedicarsi alla scrittura e diventando una delle sceneggiatrici più quotate di Hollywood.

## Distribuzione
Distribuito dall'Universal Film Manufacturing Company, il film - un cortometraggio di una bobina - uscì nelle sale cinematografiche USA il 9 settembre 1912.